# Křesťanský domov mládeže u sv. Ludmily
Křesťanský domov mládeže u sv. Ludmily v Praze na Vinohradech provozují Školské sestry sv. Františka od roku 1992 v budově na náměstí Míru, která jim byla vrácena v restituci. Slouží zejména pro ubytování studentů vedle stojícího Arcibiskupského gymnázia, jakož i pro turisty, ale provozuje také jídelnu pro ubytované i pro veřejnost a kavárnu.